# Atla Regio
Atla Regio is een regio op de planeet Venus. Atla Regio werd in 1982 genoemd naar Atla, een reuzin en watergodin in de Noordse mythologie.
De regio heeft een diameter van 3200 kilometer en bevindt zich in het gelijknamige quadrangle Atla Regio (V-26) en het quadrangle Stanton (V-38).

## Geografie

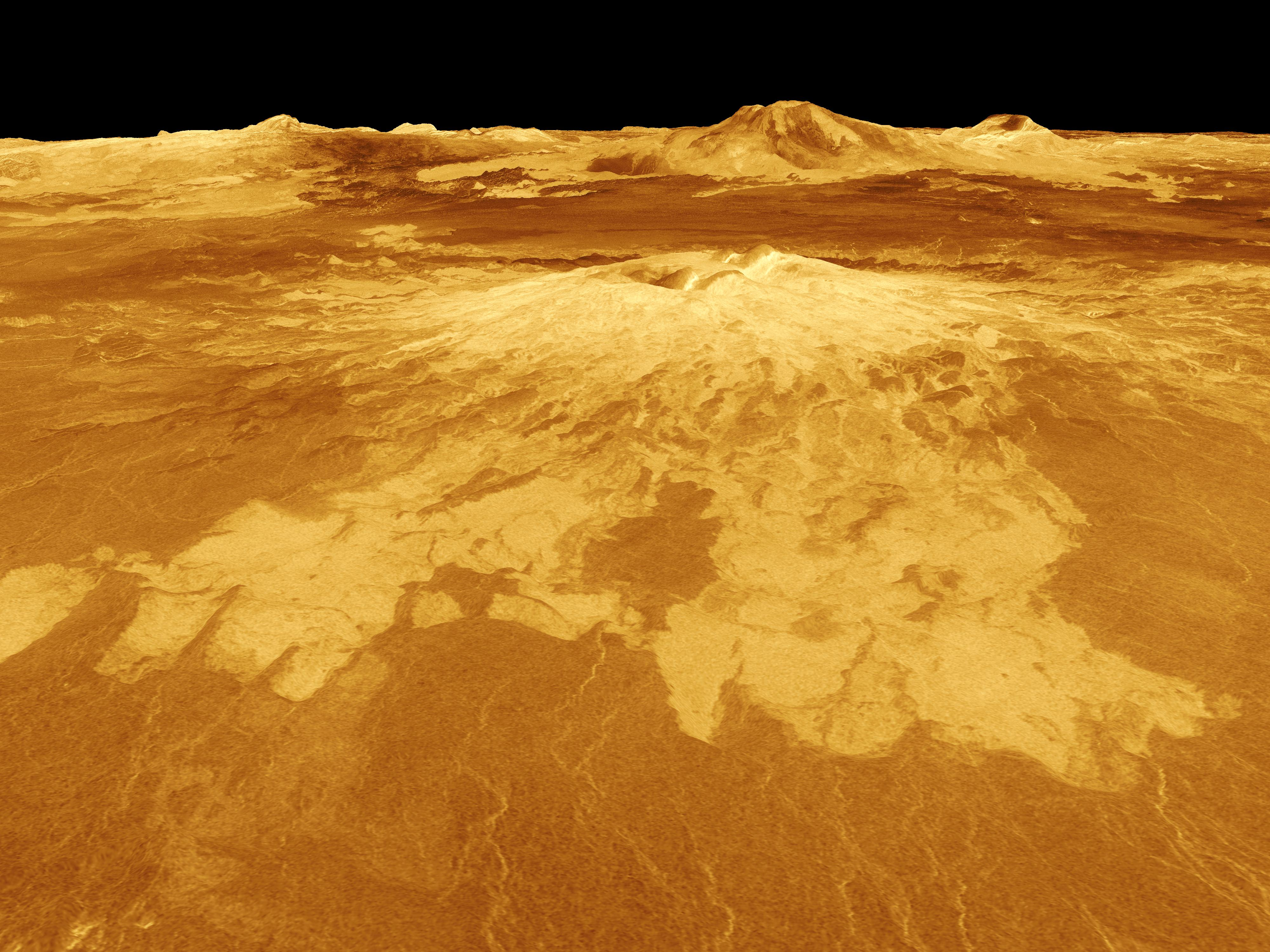
Een door de computer gegenereerd 3D-beeld van de Atla Regio vanaf een fictief punt in het noordwesten, met Sapas Mons op de voorgrond, Ozza Mons aan de linkerkant, Maat Mons aan de horizon en Ongwuti Mons aan de rechterkant.

De Atla Regio bestaat uit een oppervlakte die tot ongeveer 4000 meter boven de omliggende vlaktes uitsteekt en is het resultaat van de cumulatieve activiteit van een half dozijn grote vulkanen:
- Maat Mons in het zuidwesten, de hoogste vulkaan van Venus.
- Ongwuti Mons ten zuiden van Maat Mons.
- Ozza Mons in het centrum van de regio, het helderste deel op de radarbeelden.
- Sapas Mons, geïsoleerd in het uiterste westen en gedeeltelijk in Rusalka Planitia.
- Yolkai-Estsan Mons in het noord-noordwesten aan het einde van de "schorpioenstaart", de kloof van Ganis Chasma.
- Andere vulkanen zijn ook herkenbaar in het oosten, zoals Nahas-tsan Mons en Nem Loimis Mons.

## Geologie
Deze regio zou in dynamisch evenwicht zijn boven een hotspot, waarvan de topografie aangeeft dat deze nog steeds vrij diep en recenter zou zijn dan vermoed werd, zoals bijvoorbeeld die onder de Eistla Regio. Vergeleken met de Great Rift Valley op Aarde heeft deze regio van Venus een veel grotere hoeveelheid vulkanisch materiaal, wat erop zou kunnen wijzen dat de Venusiaanse lithosfeer minder dik is dan algemeen wordt aangenomen, of dat de hotspot langer actief is dan aanvankelijk werd verwacht, of dat de diapieren die onder deze regio aan het werk zijn, krachtiger zijn dan die op Aarde.